# Слободское сельское поселение (Монастырщинский район)
Слободско́е се́льское поселе́ние — упразднённое муниципальное образование в составе Монастырщинского района Смоленской области России.
Административный центр — село Октябрьское.
Образовано законом от 2 декабря 2004 года. Упразднено законом от 28 мая 2015 года с включением всех входивших в его состав населённых пунктов в Соболевское сельское поселение.

## Географические данные
- Общая площадь: 70,7 км²
- Расположение: центральная часть Монастырщинского района
- Граничит:
  - на севере — с Соболевским сельским поселением
  - на востоке — с Барсуковским сельским поселением
  - на юге — с Гоголевским сельским поселением
  - на юго-западе — с Монастырщинским городским поселением
  - на западе — с Александровским сельским поселением .
- По территории поселения проходят автодороги Монастырщина — Смоленск и Монастырщина — Починок.
- Крупная река: Вихра.

## Население
| 2011 | 2012 | 2013 | 2014 | 2015 |
| ---- | ---- | ---- | ---- | ---- |
| 632  | ↘597 | ↘581 | ↘570 | ↗576 |

## Населённые пункты
На территории поселения находилось 17 населённых пунктов:
- Октябрьское, село
- Арефино, деревня
- Буда, деревня
- Гладыши, деревня
- Грачево, деревня
- Жигаловка, деревня
- Кирпичного Завода, посёлок
- Коровино, деревня
- Крапивна (большая), деревня
- Крапивна (малая), деревня
- Лынды, деревня
- Манюки, деревня
- Проваленое, деревня
- Пустосёлы, деревня
- Романовское, деревня
- Слобода, деревня
- Цикуновка, деревня